# Voschod
Voschod (ryska: Восход) var en sovjetisk rymdfarkost och en bärraket som byggde på Vostokprogrammet. Farkosten användes vid flygningarna i Voschodprogrammet. Den största skillnaden på utsidan jämfört med Vostok var en extra bromsraket som monterats i toppen av farkosten. Farkosten mjuklandade med besättningen ombord. Inne i farkosten hade man tagit bort katapultstolen för att göra plats för upptill tre personer utan rymddräkt. Detta ledde till att det inte fanns någon möjlighet att rädda besättningen om något skulle gå fel under uppskjutningen.
Endast två bemannade rymdfärder gjordes inom Voschodprogrammet. Det  följdes av Sojuzprogrammet.